# Ricardo Lewandowski

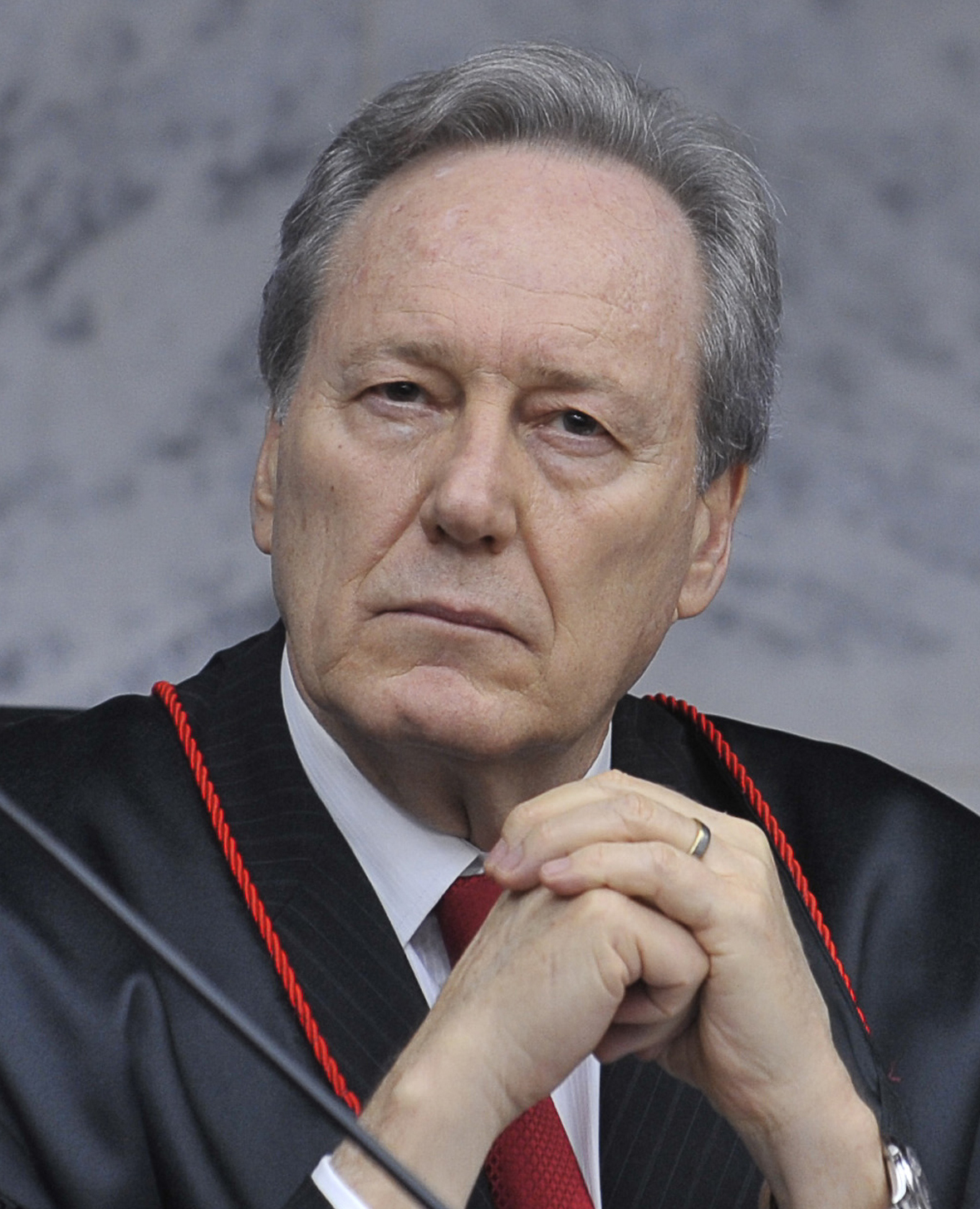
Ricardo Lewandowski, ehemaliger Präsident des Obersten Gerichtshofes der Föderativen Republik Brasilien.

Enrique Ricardo Lewandowski (* 11. Mai 1948 in Rio de Janeiro) ist ein brasilianischer Jurist und ehemaliger Präsident des Obersten Gerichtshofes der Föderativen Republik Brasilien. Seit dem 1. Februar 2024 ist er Minister für Justiz und öffentliche Sicherheit im Kabinett Lula III.

## Leben und Wirken
Lewandowski, Brasilianer polnischer Abstammung, kommt aus einem Unternehmerhaushalt. Sein Vater war einer der bekanntesten Fahrradproduzenten des Landes. Er hat noch drei weitere Geschwister. 
In den 1970er Jahren begann er zunächst ein Studium der Politikwissenschaften, das er an der Fundação Escola de Sociologia e Politica 1971 abschloss, es folgte ein Abschluss in Rechtswissenschaften 1973 an der Rechtsfakultät (FASB) in São Bernardo do Campo sowie ein Master in Internationalen Beziehungen an der Tufts University, USA. 1981 erfolgte eine Promotion in Jura an der Universität São Paulo (USP), wo er außerdem seit 1978 Professor für Rechtswissenschaften ist.
Lewandowski gilt in Brasilien als stringenter Kämpfer gegen Korruption und als integere Persönlichkeit. Er hat entschlossen für das 2010 verabschiedete Gesetz Ficha limpa („Weiße Weste“) gekämpft, das seine Handschrift trägt. Das Gesetz soll auf Kommunalebene versuchen, Leute aus den Parlamenten rauszuhalten, die sich während ihrer vorherigen Amtszeit eines Vergehens schuldig gemacht haben, um neuen und frischen Kräften die Möglichkeit zu geben, eine andere Politik anzustreben.

## Präsident des Obersten Gerichtshofes
Zunächst war er seit 16. März 2006 Minister (Richter) am Obersten Gerichtshofes des Landes (STF), von November 2012 bis September 2014 amtierte er dort als Vizepräsident. Vom 10. September 2014 bis 12. September 2016 war er Präsident des Obersten Gerichtshofes, ernannt durch die Präsidentin von Brasilien, Dilma Rousseff. Seine Nachfolgerin wurde die Ministerin und Präsidentin des STF Cármen Lúcia Antunes Rocha. Er selbst war als Präsident der unmittelbare Nachfolger von Joaquim Barbosa. Er war weiterhin bis 2023 als Minister am Obersten Gerichtshof im Amt.

### Justizminister
Nach seinem altersbedingten Ausstieg vom Obersten Gerichtshofes ist er seit dem 1. Februar 2024 Minister für Justiz und öffentliche Sicherheit im Kabinett Lula III. Er folgte damit Flavio Dino, der wiederum an den Obersten Gerichtshof wechselte.